# Kristiyan Malinov
Kristiyan Malinov (en bulgare : Кристиян Малинов), né le 30 mars 1994 à Pétritch, est un footballeur international bulgare qui joue au poste de milieu de terrain au Debreceni VSC.

## Biographie
Il reçoit sa première sélection en équipe de Bulgarie le 8 juin 2015, lors d'un match amical contre la Turquie à Istanbul (défaite 4-0).

## Statistiques
| Saison                | Club                  | Championnat           | Championnat | Championnat | Coupe(s) nationale(s) | Coupe(s) nationale(s) | Compétition(s) continentale(s) | Compétition(s) continentale(s) | Compétition(s) continentale(s) | Bulgarie | Bulgarie | Total | Total |
| Saison                | Club                  | Division              | M.          | B.          | M.                    | B.                    | Comp.                          | M.                             | B.                             | M.       | B.       | M.    | B.    |
| 2013-2014             | Dobrudzha Dobrich     | B Group               | 26          | 5           | 4                     | 0                     | -                              | -                              | -                              | -        | -        | 30    | 5     |
| Sous-total            | Sous-total            | Sous-total            | 26          | 5           | 4                     | 0                     | -                              | -                              | -                              | -        | -        | 30    | 5     |
| 2014-2015             | Litex Lovetch         | A Group               | 30          | 2           | 4                     | 0                     | C3                             | 1                              | 0                              | 1        | 0        | 36    | 2     |
| 2015-2016             | Litex Lovetch         | A Group               | 13          | 2           | 3                     | 1                     | C3                             | 2                              | 0                              | -        | -        | 18    | 3     |
| Sous-total            | Sous-total            | Sous-total            | 43          | 4           | 7                     | 1                     | -                              | 3                              | 0                              | 1        | 0        | 54    | 5     |
| Total sur la carrière | Total sur la carrière | Total sur la carrière | 69          | 9           | 11                    | 1                     | -                              | 3                              | 0                              | 1        | 0        | 84    | 10    |